# Eggmanns
Eggmanns ist eine Ortschaft und eine Katastralgemeinde der Marktgemeinde Thaya im Bezirk Waidhofen an der Thaya im niederösterreichischen Waldviertel mit 50 Einwohnern (Stand 1. Jänner 2024).

## Geografie
Das an der Landesstraße L63 liegende Dorf befindet sich nordwestlich von Thaya und wird im Westen vom Schwarzbach umflossen. Zur Ortschaft zählt auch das Hammerschmiedhaus. Am 1. April 2020 umfasste die Ortschaft 24 Adressen.

## Geschichte
Der Ort wurde 1230 erstmals urkundlich erwähnt. Damals erhielt das Kloster St. Georgen von fünf Lehen den ganzen Zehent und vom Herrenhof des Hebergerius den Drittelzehent.  Der Ortsname leitet sich vom slawischen Personenname Něgovan ab.
1369 zählte der Ort zur Grafschaft Litschau, später den Puchheims, dann den Lambergs und den Gudenus. Die Einwohner waren gering bestiftete Landbauern, die vom Ackerbau und der Viehzucht lebten, schrieb Schweickhardt im 19. Jahrhundert. Im Jahr 1822 wurde der Ort als Dorf mit 14 Häusern genannt, das nach Thaya eingepfarrt war, wohin auch die Kinder eingeschult wurden. Die Herrschaft Waidhofen an der Thaya besaß die Ortsobrigkeit, übte die Landgerichtsbarkeit aus, besorgte die Konskription und verfügte über sämtliche Untertanen und Grundholde. Laut Adressbuch von Österreich waren im Jahr 1938 in Eggmanns ein Drechsler, ein Gastwirt, ein Schuster und mehrere Landwirte ansässig. Bis zur Eingemeindung nach Thaya war der Ort ein Teil der damaligen Gemeinde Oberedlitz.